# Episodi di Ozark (quarta stagione)
La quarta e ultima stagione della serie televisiva Ozark è composta da 14 episodi ed è divisa in due parti da 7 episodi ciascuna. La prima e la seconda parte sono state interamente distribuite su Netflix rispettivamente 21 gennaio e il 29 aprile 2022, in tutti i paesi in cui il servizio è disponibile.
| n°      | Titolo originale                | Titolo italiano                       | Pubblicazione   |
| Parte 1 | Parte 1                         | Parte 1                               | Parte 1         |
| ------- | ------------------------------- | ------------------------------------- | --------------- |
| 1       | The Beginning of the End        | L'inizio della fine                   | 21 gennaio 2022 |
| 2       | Let the Great World Spin        | Il mondo continua a girare            | 21 gennaio 2022 |
| 3       | City on the Make                | Una città in trasformazione           | 21 gennaio 2022 |
| 4       | Ace Deuce                       | Dadi sfortunati                       | 21 gennaio 2022 |
| 5       | Ellie                           | Ellie                                 | 21 gennaio 2022 |
| 6       | Sangre Sobre Todo               | Il sangue non è acqua                 | 21 gennaio 2022 |
| 7       | Sanctified                      | Sanctified                            | 21 gennaio 2022 |
| Parte 2 |                                 |                                       |                 |
| 8       | The Cousin of Death             | Il cugino della morte                 | 29 aprile 2022  |
| 9       | Pick a God and Pray             | Scegli un dio e prega                 | 29 aprile 2022  |
| 10      | You're the Boss                 | Sei tu il boss                        | 29 aprile 2022  |
| 11      | Pound of Flesh and still Kickin | Una libbra di carne e sono ancora qui | 29 aprile 2022  |
| 12      | Trouble the Water               | Agitare le acque                      | 29 aprile 2022  |
| 13      | Mud                             | Fango                                 | 29 aprile 2022  |
| 14      | A Hard Way to Go                | Una fine difficile                    | 29 aprile 2022  |

## L'inizio della fine
- Titolo originale: The Beginning of the End
- Diretto da: Andrew Bernstein
- Scritto da: Chris Mundy

### Trama
In un clima di serenità e distensione, i Byrde viaggiano insieme in auto. Una distrazione di Marty al volante causa l'uscita di strada e il ribaltamento del mezzo.
Presente. Omar Navarro presenta Marty e Wendy a suo nipote Javi, figlio di sua sorella e astro nascente del clan. I Navarro sono felici per l'operazione condotta dall'FBI contro i Lagunas, avendo arrecato enormi danni ai rivali, e adesso la loro preoccupazione è sistemare gli affari a Ozark. Javi vuole che i Byrde convincano Darlene a interrompere la coltivazione dell'eroina, altrimenti sarebbe difficile giustificare la scelta di uccidere Helen per tenere in vita loro due. Una volta rimasti soli con Omar, costui si dice preoccupato perché Javi, nonostante abbia studiato negli Stati Uniti, manifesta idee estremiste e quindi, se non dovessero accontentarlo, sarebbero tutti quanti in pericolo. Omar chiede ai Byrde di ripulire la sua fedina, affinché possa circolare da uomo libero, e promette loro che se ci riusciranno potranno ritenersi liberi dal loro accordo. Ruth si appresta ad avviare il suo business di riciclaggio e compra il Lazy-O, il motel in cui lavorava con suo cugino Wyatt quando i Byrde arrivarono a Ozark. Charlotte sorprende Ruth intenta a ficcanasare nel computer di suo padre, facendola allontanare dalla sicurezza con l'ordine di non poter più entrare nei loro uffici. Nel frattempo, a Ozark arriva Mel Sattem, un investigatore privato ingaggiato dal marito di Helen per trovarla e avviare le pratiche del divorzio. Maya riceve le congratulazioni dei superiori per l'operazione Lagunas, venendo incaricata di restare dislocata nelle vicinanze di Ozark.
Marty e Wendy rientrano a Ozark per spiegare ai figli le ultime novità, tra cui l'interruzione di ogni rapporto con i Langmore. Charlotte è dalla parte dei genitori, non altrettanto Jonah che serba ancora rancore alla madre per la morte dello zio Ben ed è invece propenso ad aiutare Ruth. Marty convoca Wyatt e Darlene per provare a convincere quest'ultima a non coltivare l'eroina, ma scopre che hanno coinvolto Ruth nella divisione delle loro quote. Mel bussa alla porta dei Byrde per mostrare loro le immagini delle telecamere installate a casa di Helen, da cui si vede Jonah minacciarla con il fucile prima che la donna scomparisse. Quando Wendy lo rimprovera per questa leggerezza, Jonah se ne va stizzito e decide di collaborare con Ruth, passandole il software di riciclaggio di suo padre, lo stesso che lei stava cercando nel suo ufficio. Inoltre, Jonah risponde favorevolmente alla domanda di Ruth di mettersi in affari con lei. Javi arriva a Ozark per tenere d'occhio i Byrde, stabilendosi a casa di Helen. Mel insiste con lo sceriffo Nix affinché faccia il suo lavoro e dichiari Helen persona scomparsa. Nix si presenta a casa di Helen, trovandoci Javi che gli spara in piena fronte.
Jonah osserva disgustato i suoi genitori e Javi intenti a disfarsi del cadavere di Nix, sempre più convinto di aver fatto la scelta giusta nel passare dalla parte dei Langmore.
- Guest star: McKinley Belcher III (Agente Trevor Evans), Bruno Bichir (Padre Benitez), Nelson Bonilla (Nelson), Carson Holmes (Three Langmore), Robert Treveiler (sceriffo John Nix), Reinaldo Faberlle (Arturo Cabrera), Jason Davis (Stan Binton), Patricia French (Lorna), Aaron Gillespie (Kenny), Tess Malis Kincaid (Agente Speciale Hannah Clay), Rodrigo Rojas (Manuel Galembo)
- Oggetti mostrati in apertura di episodio: salvagente, chiocciola, chiavi, cavallino.

## Il mondo continua a girare
- Titolo originale: Let the Great World Spin
- Diretto da: Andrew Bernstein
- Scritto da: Laura Deeley, Mark Williams e Bill Dubunque

### Trama
Marty bussa alla porta di Maya, diventata da pochissimi giorni mamma del piccolo Wilson, per sondare la possibilità di un accordo tra l'FBI e Omar Navarro. Maya è piuttosto scettica sulla realizzabilità di quest'ipotesi, essendo piuttosto complicato pensare che il Bureau possa scendere a patti con il leader di un cartello della droga. Ciononostante, Marty convince Maya a fissare un appuntamento con Omar e le permette di stabilirsi provvisoriamente a casa sua con Wilson. Dopo aver accettato l'ipotesi di un incontro con Maya, per il quale darà un preavviso di trenta minuti quando sarà il momento, Omar rimprovera Javi per aver assassinato lo sceriffo Nix, una mossa improvvisa che espone tutti quanti a un grande pericolo. Wendy scopre che Jonah ha dato le ceneri di Ben a Ruth, convinto che lo ami più lei rispetto a sua madre. Dopo la morte di Nix, Frank Cosgrove si chiama fuori dalla distribuzione dell'eroina, così Darlene è costretta a rivolgersi a qualcun altro. Lo sceriffo Guerrero, una donna ispanica di un'altra contea, è nominata supplente di Nix a Ozark.
Wendy punta a consolidare politicamente la fondazione, ma per farlo ha bisogno di coinvolgere cinque personalità di primo piano di cinque Stati in bilico. Tra i papabili viene individuata Claire Shaw, presidente della Shaw Medical Solutions, società farmaceutica che spende uno sproposito per le materie prime. Al loro primo incontro, Claire non è convinta all'idea di investire in una fondazione appena nata come quella dei Byrde, ma Wendy riesce a impietosirla raccontandole del disturbo bipolare di Ben. Marty ha quindi gioco facile nel chiudere l'accordo, una volta che anche Omar ha dato il suo benestare all'operazione. Ruth si fa venire un'idea per rilanciare il business della droga, brandizzandola per renderla accattivante e rimpiazzando Cosgrove con lo chef Kerry Stone, sfruttandone la notorietà per incrementare le vendite. Proprio quando sembra tutto fatto, Darlene rivendica la proprietà della fattoria e blocca la trattativa. Guerrero passa a casa di Helen proprio nel momento in cui Marty e Javi stavano ripulendo la scena del crimine. Javi si nasconde, mentre Marty riesce in qualche modo a liquidare lo sceriffo, la quale ha comunque il sentore che qualcosa non quadra. Marty deve vedersela anche da Sattem che continua a gironzolargli attorno, incuriosito dalla presenza dell'agente federale Maya Miller in casa sua. Jonah annuncia apertamente ai genitori di riciclare denaro per i Langmore. Dopo averne parlato con Ruth, da cui è arrivata la garanzia che terrà il ragazzino lontano dai guai, Marty ordina a Charlotte di escludere il fratello dal loro business.
Nel cuore della notte suona il telefono per annunciare che Omar è pronto a vedere Maya. Dapprima l'agente vuole tirarsi indietro, ma Navarro avverte che in caso di diserzione farà saltare tutto l'accordo. Wendy convince Maya a fare uno sforzo perché altrimenti ci andrebbero di mezzo tutti, lei e Wilson compresi. Maya sale sul minivan mandato da Omar, il cui ordine è incontrare solamente lei.
- Guest star: Joseph Sikora (Frank Cosgrove Jr.), Bruno Bichir (Padre Benitez), Eric Ladin (Kerry Stone), Katrina Lenk (Claire Shaw), John Bedford Lloyd (Frank Cosgrove), Nelson Bonilla (Nelson), CC Castillo (sceriffo Guerrero), Kevin L. Johnson (Sam Dermody), Aaron Gillespie (Kenny), Lee Spencer (David), Kelly Tippens (proprietaria della bancarella), Donovan Williams (croupier)
- Oggetti mostrati in apertura di episodio: rosario, kit di pulizia, braccialetto, computer.

## Una città in trasformazione
- Titolo originale: City on the Make
- Diretto da: Andrew Bernstein
- Scritto da: Martin Zimmerman, Mark Williams e Bill Dubunque

### Trama
L'incontro tra Omar e Maya si conclude con un nulla di fatto. L'agente dell'FBI vuole la piena collaborazione di Navarro, il che significa fornire tutto quanto concerne i suoi traffici e relative vittime. Tornata a Ozark, Maya si riprende Wilson e ordina a Marty di non disturbarla più, a meno che Omar non voglia davvero collaborare. Marty prova a fare la voce grossa con Navarro, il quale però continua a fare orecchie da mercante e manda Javi a vigiliare sulla trattativa con Claire Shaw. Intanto, le tensioni in casa Byrde crescono ulteriormente, a causa del persistente rancore di Jonah verso sua madre. Wendy ha cercato di compiere un gesto distensivo, allestendo una sorta di sacrario in memoria di Ben in giardino e invitando i figli a scrivere pensieri da rivolgere allo zio, da bruciare in una lampada che resterà sempre accesa. Davanti all'ostinato mutismo del figlio, per ripicca Wendy gli toglie la corrente. Jonah decide quindi di trasferire il proprio quartier generale da Ruth, nonostante sua madre provi a metterlo in guardia sul fatto che la Langmore e Darlene sono le vere responsabili della morte di suo zio Ben.
I Byrde si recano a Chicago per incontrare Claire Shaw e il senatore Schafer, mentre Charlotte dovrà vedere Erin e dirle la verità sulla scomparsa di sua madre. Claire Shaw stringe la mano a Javi Navarro, dicendosi lieta di fare affari con una famiglia di veri affaristi come la loro. Non altrettanto bene va a Wendy perché il senatore Schafer non ha intenzione di sedere nel CDA della fondazione, nonostante i notevoli vantaggi in termini di influenza politica che ciò garantirebbe al suo partito. Charlotte spiega a Erin che sua madre ha fatto una brutta fine, avvertendola di mantenere la calma perché rischia di finire sulla lista del cartello. Ruth disattende la volontà di Darlene e chiude in segreto l'affare con Kerry Stone, nonostante le reiterate minacce della donna di non mettere le mani sulla sua merce. Ruth scommette sul fatto che, una volta visti i lauti guadagni, Darlene le darà ragione. Fatto che puntualmente si verifica, con Darlene che si dice contenta di essere in affari con una ragazza tosta come lei. Marty implora Omar di iniziare a collaborare con l'FBI. Il gran capo Navarro alla fine si convince e fornisce l'identità di uno dei suoi corrieri, fermato da Maya e colleghi.
Javi si trova a cena con i Byrde a Chicago. Saputo dallo zio Omar che ci si può fidare, Javi brinda alla loro redditizia collaborazione.
- Guest star: Bruce Davison (Senatore Randall Schafer), Eric Ladin (Kerry Stone), Katrina Lenk (Claire Shaw), John Bedford Lloyd (Frank Cosgrove), Nelson Bonilla (Nelson), CC Castillo (sceriffo Guerrero), Carson Holmes (Three Langmore), Madison Thompson (Erin Pierce), Donna Biscoe (Lori), Tyler Colfer (Brinkley), Terrence J. Smith e Lucas Hicks (guardie del corpo), Brandon Rush e Brian Hilario (SWAT), Alex Livinalli (Santos Delgado), David A. MacDonald (Connor McVeigh), Tiffany Morgan (Francine Hammond), Mike Stanley (caposquadra), Darin Toonder (Sean Hammond)
- Oggetti mostrati in apertura di episodio: ostrica, tenaglie, take-away, termometro.

## 'Dadi sfortunati
- Titolo originale: Ace Deuce
- Diretto da: Alik Sakharov
- Scritto da: John Shiban, Mark Williams e Bill Dubunque

### Trama
Claire annuncia in conferenza stampa l'accordo stretto dalla Fondazione Byrde con la Shaw Medical Solutions per l'apertura di tre centri di riabilitazione a Ozark. Pur riconoscendo che la Shaw è responsabile delle numerose morti legate all'abuso di oppiacei negli Stati Uniti, Wendy loda la volontà da parte di Claire di voler rimediare agli errori dell'azienda. Essendo aumentato il giro d'affari, Ruth ha necessità di assumere un manager che gestisca la mole di denaro contante sempre più numerosa. Alla ragazza viene subito in mente Sam Dermody, desideroso di rimettersi in pista dopo i guai passati come agente immobiliare. Javi inizia a indispettirsi per i frequenti blocchi dei suoi corrieri, tre solo nell'ultimo mese, oltre al fatto che sta iniziando a muoversi l'FBI. Questo lo porta inevitabilmente a pensare che ci sia una talpa.
Ruth invita Kerry e i suoi amici a trascorrere la serata al Missouri Belle, implorando Marty di revocare il bando nei suoi confronti. Nonostante la contrarietà di Wendy, Marty accoglie la sua richiesta. Tuttavia, Kerry inizia ad abusare di droga e finisce in overdose, venendo salvato da Ruth, che sapeva dove trovare il siero per rianimarlo. L'episodio da una parte fa venir meno anche l'ultimo barlume di fiducia di Marty nei confronti di Ruth, dall'altra rischia di gettare un'ombra sui traffici della ragazza, visto che le indagini dello sceriffo Guerrero si indirizzano proprio verso la droga coltivata da Darlene. Wendy spera che Ruth e i suoi soci vengano scoperti, affinché Jonah possa tornare da loro. Mel bussa alla porta di Nathan Davies, il padre di Wendy, da cui appura che suo figlio Ben non aveva affatto problemi di droga. Nel frattempo, Darlene ha ucciso Brinkley, l'autista di Kerry che avrebbe potuto spifferare i loro intrallazzi, ordinando a Ruth e Wyatt di seppellirne il corpo.
Dimesso dall'ospedale, Kerry annuncia a Ruth di chiamarsi fuori dal loro affare perché non vuole restare imprigionato in un piccolo centro sperduto come Ozark. Fino a quando non si scoprirà chi è la talpa, Javi ordina il blocco delle consegne della merce di Claire. Marty propone a Ruth di acquistare tutto il suo prodotto, così da poter trovare un fornitore alternativo ai Navarro e non compromettere l'accordo con Claire. Ruth risponde che ci deve pensare, avendo dei soci a cui rendere conto.
- Guest star: Eric Ladin (Kerry Stone), Katrina Lenk (Claire Shaw), Richard Thomas (Nathan Davis), CC Castillo (sceriffo Guerrero), Kevin L. Johnson (Sam Dermody), Tyler Colfer (Brinkley), Aaron Gillespie (Kenny), Terrence J. Smith e Lucas Hicks (guardie del corpo), Alex Livinalli (Santos Delgado), David A. MacDonald (Connor McVeigh), Alyssa Michele (Carla), Michelle Rivera (Julia Reyes), Allison Shrum (Janet Rae).
- Oggetti mostrati in apertura di episodio: fotografie, cassetta delle lettere, eroina, ariete.

## Ellie
- Titolo originale: Ellie
- Diretto da: Alik Sakharov
- Scritto da: Paul Kosby, Mark Williams e Bill Dubunque

### Trama
Claire accetta di sostituire l'eroina di Navarro con quella dei Langmore. Ruth però ignora che Darlene, non volendosi piegare ai Byrde, ha venduto tutta la droga a Frank Cosgrove Jr., dopo essersi scusata per avergli sparato sul pene. A Ozark iniziano ad apparire manifesti di Ben quale persona scomparsa. Quando Wendy accusa Jonah di esserne responsabile, il ragazzino replica che è opera di Darlene. Charlotte abbandona l'aula scolastica durante il test per il college. La ragazza non ha intenzione di andare all'università e questo diventa argomento di scontro tra i Byrde, con Marty contrario e Wendy che invece vuole lasciare la figlia libera di scegliere. Il senatore Schafer è disposto a riconsiderare il suo ingresso nel CDA della fondazione Byrde, ma in cambio vuole entrare in possesso di un fasciolo riguardante un caso di frode telematica in cui sono coinvolti suo figlio e suo nipote.
Wendy si presenta al cospetto dello sceriffo Guerrero per denunciare formalmente la scomparsa di Ben. Mel ha ricominciato a girare per Ozark alla ricerca di Helen, sempre più convinto che la donna sia morta e nessuno gli stia dicendo la verità. Indagando sul suo conto, Wendy ha saputo che Mel sta operando senza distintivo, ritiratogli per un problema con la cocaina, e purtroppo per loro era un detective molto in gamba. Darlene rimprovera Jonah per aver detto che è stata lei a far mettere i manifesti sulla scomparsa di Ben. Intimorito da Darlene, a cui non piacciono le persone poco leali, Jonah rivela che ha visto i suoi genitori sbarazzarsi del corpo dello sceriffo Nix. Grazie a Maya, Schafer entra in possesso del dossier che tanto gli interessava e accetta di entrare nel CDA della fondazione Byrde. Wendy intuisce che dietro agli affari familiari del senatore si nasconde molto più di quello che credono, trattandosi di voting machine capaci di sovvertire i risultati elettorali. Marty e Ruth riescono a ricomprare la droga da Cosgrove, salvando l'accordo con Claire. Jonah consiglia a Charlotte di non mandare all'aria il college, non potendo fare completamente affidamento sul lavoro per i genitori.
Darlene intima Wendy di tenere Charlotte lontana da Wyatt, avendoli visti insieme durante una fiera al mercato ma all'improvviso ha un attacco di cuore e chiede a Wendy di chiamare aiuto. La donna tergiversa, meditando di lasciar morire Darlene, ma poi cambia idea e allerta i soccorsi.
- Guest star: Joseph Sikora (Frank Cosgrove Jr.), Katrina Lenk (Claire Shaw), CC Castillo (sceriffo Guerrero), Kevin L. Johnson (Sam Dermody), Joshua Mikel (John), Ben Bladon (Bug-Eye), Stephanie Dunnam (donna), David A. MacDonald (Connor McVeigh), Mike Stanley (caposquadra).
- Oggetti mostrati in apertura di episodio: joystick, azioni, salvadanaio, documenti.

## Il sangue non è acqua
- Titolo originale: Sangre Sobre Todo
- Diretto da: Robin Wright
- Scritto da: Michael M. Chang e Jed Rapp Goldstein

### Trama
Uno dei corrieri di Navarro abbandona il camion prima di essere catturato dall'FBI, facendo esplodere il veicolo. Omar vuole un incontro con Maya per chiudere il loro accordo, ma l'FBI non siederà al tavolo senza la prova che non è stato lui a piazzare l'ordigno. Omar comunica a Javi che intende passargli il testimone, reputando sia venuto il momento che una nuova generazione assuma il controllo del clan. Dal letto d'ospedale, Darlene ordina a Wyatt di escludere Ruth dai loro affari, essendo apertamente in combutta con i Byrde. Ruth implora Wyatt di andarsene da Ozark, ma il cugino intende restare con Darlene e Zeke in quella che ormai è la sua famiglia. Wendy e suo padre Nathan vengono chiamati a identificare quello che alla fine non si rivela essere il cadavere di Ben. Nathan accusa la figlia di averli abbandonati, sottolineando come sia lei la responsabile dei loro guai e che Ben era molto più sereno in sua assenza.
Marty riesce a far confessare a Javi la responsabilità dell'ordigno sul camion. Darlene uccide Frank Cosgrove, venuto a casa sua per discutere del carico di eroina scomparso. Quando vede il cadavere di Cosgrove in bella vista in salotto, Wyatt si precipita da Ruth per accettare la sua precedente proposta di fuga. Con la scusa di recuperare un compito scolastico di Jonah, Wendy ha l'occasione di ficcanasare nella sua scrivania al Lazy-O. Dopodiché comunica ai servizi sociali che Darlene ha appena avuto un infarto, quindi dovrebbero passare a controllare se è ancora in grado di badare a Zeke. Nel frattempo, Jonah si accorge che qualcuno gli ha bloccato l'accesso ai conti e Ruth gli suggerisce di rivolgersi a suo padre. Marty sistema la situazione, accorgendosi che è stato qualcuno di esterno a fare la segnalazione. Senza volerlo, Sam gli fa capire che sua madre è passata in ufficio quel pomeriggio, quindi è stata lei a bloccargli i conti. Ruth comunica a Frank Jr. che Darlene ha ucciso suo padre. Wyatt rientra a casa di Darlene, trovandola in lacrime perché i servizi sociali gli porteranno via Zeke, e le assicura che manterrà la promessa di proteggerla sempre, qualunque cosa accada, venendo quindi meno alla decisione di partire con Ruth e abbandonando il discorso che avrebbe voluto fare a Darlene.
Jonah decide di andarsene via di casa, furioso per quello che ha fatto sua madre. Marty annuncia alla moglie che tra dodici ore Omar Navarro verrà consegnato all'FBI.
- Guest star: Carson Holmes (Three Langmore), John Bedford Lloyd (Frank Cosgrove), Troy Etheredge e Bret McKee (SWAT), Kevin L. Johnson (Sam Dermody), Tess Malis Kincaid (Agente Hannah Clay), George Paez (guardia di Javi), Angela Relucio (Dr.ssa Judy Lin), Joseph Sikora (Frank Cosgrove Jr.), Richard Thomas (Nathan Davis).
- Oggetti mostrati in apertura di episodio: tagliola, ciliegie, caffè, stetoscopio.

## Sanctified
- Titolo originale: Sanctified
- Diretto da: Robin Wright
- Scritto da: Miki Johnson, Mark Williams e Bill Dubuque

### Trama
Passato. Marty e il suo socio Bruce Liddell progettano di aprire il loro studio, anche se Marty non è molto convinto di compiere questo passo. È Bruce il primo a parlare a Marty di Ozark.
Presente. L'FBI non è ancora disponibile a concedere la libertà a Omar Navarro. Al boss viene invece offerta una collaborazione di cinque anni che dovrà condurre alla decapitazione dell'intero clan, Javi compreso. Inoltre, l'FBI si sostituirà ai Byrde come referente del boss. Una volta convinto Omar ad accettare e finalmente sgravati dal peso dell'essere in affari con il cartello, Marty e Wendy iniziano a progettare il ritorno a Chicago. Maya però non segue le direttive, arrestando Omar sulla pista di decollo del suo aereo privato. Con il pretesto di firmare dei documenti, Marty viene attirato a casa del suo avvocato Jim Rattelsdorf, finendo tra le grinfie di Javi che, dopo l'arresto di suo zio Omar, vuole ucciderlo. Javi riceve la telefonata di Omar dal carcere che, implorato da Wendy, ordina al nipote di risparmiare la vita a Marty. Omar si aspetta di essere rilasciato entro quarantotto ore, altrimenti il loro accordo salterà. Wyatt declina la proposta di fuga di Ruth, annunciandole che è sua intenzione sposare Darlene affinché alla donna non venga tolto Zeke.
Javi chiude l'accordo con l'FBI. I federali gli garantiscono la libera gestione del cartello, con la promessa di ottenere l'immunità trascorsi dieci anni. Wyatt sposa Darlene, ma al loro rientro a casa trovano Javi che li fa sedere sul divano e uccide entrambi. A trovare per prima i cadaveri è Ruth. Sconvolta, la ragazza pensa che l'autore del duplice omicidio sia Frank Cosgrove Jr., ma poi capisce che sono stati gli uomini del cartello. Ruth si presenta a casa Byrde armata di un fucile, pretendendo di sapere chi è stato a uccidere Wyatt. È Jonah, tornato a casa a prendere le sue cose, a fare il nome di Javi.
- Guest star: Joseph Sikora (Frank Cosgrove Jr.), Katrina Lenk (Claire Shaw), Glenn Morshower (assistente esecutivo del direttore Graves), Ali Stroker (Charles-Ann), Nelson Bonilla (Nelson), Carson Holmes (Three Langmore), Lindsay Ayliffe (Harry), Donna Biscoe (Lori), Tess Malis Kincaid (Agente Speciale Hannah Clay), Josh Randall (Bruce Liddell), Archith Seshadri (inviato televisivo), Tim Ware (Chip Donarski), Billy Woods (giudice).
- Oggetti mostrati in apertura di episodio: fuoco, posacenere, albero di Natale, cacciatore.

## Il cugino della morte
- Titolo originale: The Cousin of Death
- Diretto da: Amanda Marsalis
- Scritto da: Chris Mundy, Bill Dubuque e Mark Williams

### Trama
Javi ordina ai Byrde di ripulire la casa di Darlene, dopodiché potranno recarsi a Chicago per rinegoziare i termini dell'accordo con Claire. Alla fattoria Snell sono stati preceduti però dai poliziotti che hanno sequestrato la scena del crimine. Wendy promette a Ruth che non verrà ostacolata nella sua vendetta contro Javi, affermando che il boss non si muoverà dal Messico prima di due mesi. Ruth ha però saputo da Charlotte e Jonah dell'incontro che Javi avrà l'indomani alla Shaw Medical, così si reca a Chicago. Javi offre a Claire una riduzione del 20% del costo della materia prima, ma in cambio vuole opzionare titoli della società ed è disponibile a intestarli a sua madre Camila, affinché non venga alla luce il loro accordo.
Marty scorge Ruth appostata fuori dalla Shaw Medical, dopo che la ragazza non è riuscita a colpire Javi. Marty la invita a tornare a Ozark, auspicando che la sua rabbia sbollisca e in futuro abbandoni ogni proposito di vendetta. Ruth volge il suo astio verso i Byrde, potendo constatare come la loro principale occupazione in città sia stringere accordi per consolidare il proprio tenore di vita. Ruth pretende che Claire convochi Javi in ufficio, così da poterlo uccidere. Marty prova a farle capire che eliminare Javi costituirebbe un grave problema per tutti, compromettendo quanto sono riusciti a costruire. Dopo che Ruth ha messo in guardia Claire da coloro con cui si sta mettendo in affari, Wendy accetta di telefonare a Javi per farlo venire a ritirare i documenti ultimativi del loro accordo. Quando Javi entra nell'ufficio di Claire, Ruth lo uccide con due colpi di pistola.
- Guest star: Mohamed Elgendy (Nick), Joseph Sikora (Frank Cosgrove Jr.), Bruce Davison (Senatore Randall Schafer), Veronica Falcón (Camila Elizonndro), Katrina Lenk (Claire Shaw), Marc Menchaca (Russ Langmore), Killer Mike (se stesso), Carson Holmes (Three Langmore), Angelina Biron (Ruth a 9 anni), Gavin Borders (Wyatt a 7 anni), Chelsea Alana Rivera (impiegata dell'hotel), David de Vries (Barton Pinehurst).
- Oggetti mostrati in apertura di episodio: frigorifero, impermeabile, cane, strade.

## Scegli un dio e prega
- Titolo originale: Pick a God and Pray
- Diretto da: Amanda Marsalis
- Scritto da: Laura Deeley, Mark Williams e Bill Dubuque

### Trama
Marty e Wendy si rimpallano la responsabilità della morte di Javi. Mentre Marty giustifica il gesto di Ruth, ammettendo che sono stati loro a portare il caos nella sua famiglia, Wendy accusa il marito di aver compromesso le loro possibilità di vittoria a pochi metri dall'agognato traguardo. Tornati a Ozark, i Byrde vengono informati dall'FBI che la morte di Javi rischia di provocare la fine del loro accordo, a meno che non accettino di testimoniare contro Omar Navarro in tribunale. Marty è persino disposto a consegnarsi a Maya, la quale non vuole più saperne nulla di lui e lo considera un criminale come tutti gli altri. Anche Wendy non ha uguale fortuna con Omar, da cui riceve minacce di morte perché ha capito benissimo che suo nipote Javi è morto per colpa loro. Mel comunica a Gene Pierce che sua moglie Helen lavorava come avvocato per il cartello della droga, offrendosi di proseguire le sue indagini alla ricerca della verità. Erin si mette in mezzo e convince il padre a congedare Mel, non volendo scoperchiare un vaso troppo grande. Ruth affida il piccolo Zeke allo sceriffo, intimando che non finisca tra le grinfie di Wendy, e dichiara di non sapere nulla a proposito di chi possa aver ucciso Darlene e Wyatt.
Nathan Davis è arrivato a Ozark per trovare Ben. L'uomo è turbato dal contesto in cui stanno crescendo i suoi nipoti, offrendosi di aiutare i genitori a badare a loro. Maya, rimasta isolata dentro l'FBI dopo aver fatto arrestare Omar, stringe un accordo con Mel. Omar viene spostato dall'isolamento e incontra nel parlatorio Padre Benitez, il prete del clan, incaricandolo di sondare presso Wendy la possibilità di farlo uscire dal carcere. Ozark dà l'ultimo saluto a Wyatt, con Marty che si è preoccupato in prima persona di tutti i preparativi del funerale. Marty propone a Omar di andare in Messico per verificare se il clan ha ancora fiducia in lui come guida. Omar acconsente, a condizione che Marty attribuisca a lui la responsabilità della morte di Javi. Claire esige da Ruth la merce di Javi, minacciandola in caso contrario di divulgare il filmato in cui lei lo uccide. Quando Ruth imbraccia il fucile, Claire tramuta il ricatto in un accordo redditizio per entrambe. Come conseguenza, Claire intende risolta la partnership con i Byrde. Ruth si introduce nella fattoria di Darlene per appropriarsi del suo laboratorio.
- Guest star: Bruno Bichir (Padre Benitez), Richard Thomas (Nathan Davis), Katrina Lenk (Claire Shaw), Ali Stroker (Charles-Ann), Nelson Bonilla (Nelson), CC Castillo (sceriffo Guerrero), Carson Holmes (Three Langmore), Jane McNeill (Annalise), Madison Thompson (Erin Pierce), Lindsay Ayliffe (Harry), Nicholas Calabrese (secondino), John Crosby (predicatore), Dani Deetté (Sceriffo Kim Reddick), Douglas Dickerman (Gene Pierce), Wes Jetton (agente junior), Tess Malis Kincaid (Agente Speciale Clay), David A. MacDonald (Connor McVeigh), Michelle Rivera (Julia Reyes).
- Oggetti mostrati in apertura di episodio: drink, bara, manette, chiavi.

## Sei tu il boss
- Titolo originale: You're the Boss
- Diretto da: Melissa Hickey
- Scritto da: John Shiban, Mark Williams e Bill Dubuque

### Trama
Passato. La sera in cui è stato abbandonato da Wendy alla tavola calda, Ben viene fatto salire a bordo di un suv nero e condotto verso il luogo in cui morirà. Ben chiede all'autista di riferire a Wendy che, trattandosi dell'unica persona che gli abbia veramente voluto bene, gli dispiace e la perdona. Ben è fatto scendere dal suv e freddato con un colpo di pistola in fronte, domandandosi se quello che sta vivendo non sia un sogno.
Presente. Marty incontra gli uomini del clan Navarro, annunciando loro la morte di Javi e attribuendo la responsabilità del delitto, come concordato, a Omar. Marty promette che farà uscire Omar di prigione, affinché possa riprendere il comando del clan. Marty espone il suo piano d'azione a Camilla, madre di Javi e sorella di Omar, spiegandole che l'obiettivo è far rimuovere suo fratello dalla lista SDN in cui figurano terroristi e criminali internazionali. Lo sceriffo Guerrero ha lasciato Ozark ed è sostituita dal vice Reddick, cui Wendy offre la dritta di indagare sul Lazy-O per far emergere gli affari loschi intrattenuti da Ruth con Darlene. Reddick bussa alla porta della camera in cui lavora Jonah, chiedendogli di poter visionare i libri contabili, ma viene interrotto da Nathan che salva il nipote dal vicesceriffo. Wendy implora Jim di tornare a lavorare per lei, dato che Javi non costituisce più un problema, ma per agire è necessario riguadagnare il controllo del consiglio. Ruth scopre che Wendy ha fatto smantellare il laboratorio di Darlene, così da impedirle di intralciare i suoi affari.
Omar viene accoltellato in carcere da un altro detenuto, finendo in coma. Wendy allerta Marty per farlo andare via dal Messico prima che qualcuno del clan lo scopra, ma il marito replica che una sua fuga repentina desterebbe parecchi sospetti. Marty punta i riflettori su Cabrera, uno dei luogotenenti di Omar, accusandolo di tradire il cartello. Chiacchierando con Padre Benitez, il quale sottolinea come Omar si confessi abitualmente con lui dopo ogni azione delittuosa di cui si macchia, Marty afferma di non essere molto credente. Sottoposto a tortura, Cabrera confessa di aver alterato i conti del clan e di essere il mandante del tentato omicidio di Omar in carcere. Nathan riferisce a Wendy della visita di Reddick a Jonah, inducendola ad aiutare il figlio nella distribuzione di volantini per la raccolta fondi a favore della ricerca di Ben. Ruth viene sorpresa da Reddick uscire dalla fattoria di Darlene alla guida di un furgone contenente oggetti appartenuti a Wyatt. Ruth pretende che Wendy la smetta di intromettersi nei suoi affari, avendo capito il giochino che ha messo in piedi con Reddick per ostacolarla.
Mentre Wendy rimuove il sacrario di Ben in giardino, Marty ordina l'uccisione di Cabrera, diventando di fatto il capo del clan Navarro.
- Guest star: Joseph Sikora (Frank Cosgrove Jr.), Bruno Bichir (Padre Benitez), Brad Carter (Sceriffo Ronnie Wycoff), Veronica Falcón (Camila Elizonndro), Katrina Lenk (Claire Shaw), Tom Pelphrey (Ben Davis), Richard Thomas (Nathan Davis), Nelson Bonilla (Nelson), Kevin L. Johnson (Sam Dermody), Jane McNeill (Annalise), Denise Arribas (traduttrice), Dani Deetté (Sceriffo Kim Reddick), Reinaldo Faberlle (Arturo Cabrera), Aaron Quick Nelson (guardia carceraria), Rodrigo Rojas (Manuel Galembo), Isaiah Strattony (deputato), Javier Vazquez Jr. (manager di Cabrera).
- Oggetti mostrati in apertura di episodio: pallina da tennis, torcia, bandiera, scale a chiocciola.

## Una libbra di carne e sono ancora qui
- Titolo originale: Pound of Flesh and still Kickin
- Diretto da: Laura Linney
- Scritto da: Ning Zhou, Mark Williams e Bill Dubuque

### Trama
Camila esprime il desiderio di vedere Omar, costringendo Marty a tergiversare, adducendo alcune difficoltà nel combinare una visita in carcere. Wendy viene a sapere da Schafer, parecchio alterato per le divergenze createsi con la Shaw Medical, che un pool di avvocati messicani sta manovrando dietro le quinte per impedire la rimozione di Omar dalla lista SDN. Ruth vola a Miami per convincere Rachel, la vecchia proprietaria del Blue Cat che adesso vive lì, a tornare a Ozark e diventare sua socia nell'acquisizione del Missouri Belle dai Byrde. Il piano di Ruth è dirigere il casinò, cosa che peraltro sa già fare, intestando la licenza a Rachel per aggirare i suoi precedenti penali. Marty, che nel frattempo è rientrato dal Messico, sarebbe disponibile ad accettare la proposta di Ruth, ma Wendy tronca ogni discorso perché altrimenti salterebbe la trattativa con la Shaw Medical. Mel mostra a Ruth le fotografie dell'ultima volta in cui Ben è stato visto vivo.
Omar si risveglia dal coma e chiede di vedere Marty. Il boss vuole che venga incrementata la quota del riciclaggio, così da meglio retribuire gli uomini per la loro fedeltà. Wendy chiama Camila per accompagnarla a Chicago a ricucire i rapporti con Claire. Costei si vede gioco forza costretta a riprendere gli accordi precedentemente assunti con suo figlio Javi, oltre al foraggiamento della fondazione Byrde. Rachel fa visita a Tuck, un ragazzo che lavorava con lei al Blue Cat, apprendendo che il locale è entrato in crisi da quando i Byrde hanno aperto il casinò. Rachel se la prende con Marty, accusandolo di aver tradito la promessa di prendersi cura del Blue Cat e di dipendenti come Tuck rimasti senza lavoro. Rachel decide di restare a Ozark e mettersi in affari con Ruth, facendo leva sulla quota del casinò che apparteneva a Darlene ed è successivamente entrata nella comunione dei beni del matrimonio con Wyatt. Rachel chiede a Jonah chi aveva aiutato i suoi genitori a ottenere la licenza, venendo indirizzate a Charles Wilkes. Nathan vuole ricevere spiegazioni da Wendy sulle fotografie di Mel che la ritraggono con Ben, sentendosi rispondere che lei si è sempre prodigata per il fratello e che attualmente è in fuga per un mandato d'arresto spiccato nei suoi confronti.
I Byrde portano Camilla in carcere da Omar. Wendy propone al boss di mettere Camila alla guida del clan, sgravando Marty di questo pesante fardello. Marty non ha preso bene questa mossa della moglie, finendo per litigare con un automobilista che colpisce diverse volte con inaudita violenza.
- Guest star: Jordana Spiro (Rachel Garrison), Bruce Davison (Senatore Randall Schafer), Veronica Falcón (Camila Elizonndro), Darren Goldstein (Charles Wilkes), Katrina Lenk (Claire Shaw), Richard Thomas (Nathan Davis), Nelson Bonilla (Nelson), Kevin L. Johnson (Sam Dermody), Jane McNeill (Annalise), Evan George Vourazeris (Tuck), Kimberly Banta (Ginny), Ray Bengston (Curtis), Thompson Blake (autista), Aaron Gillespie (Kenny), Bonnie Johnson (signora anziana), Tess Malis Kincaid (Agente Speciale Hannah Clay), Rocky Mohammed (hostess), Wanda Morganstern (cliente del negozio), Michelle Rivera (Julia Reyes), Rodrigo Rojas (Manuel Galembo), Peggy Sheffield (Rebecca Luker).
- Oggetti mostrati in apertura di episodio: smalto, pugno chiuso, flebo, bicicletta.

## Agitare le acque
- Titolo originale: Trouble the Water
- Diretto da: Amanda Marsalis
- Scritto da: Paul Kolsby, Martin Zimmerman e Mark Williams

### Trama
Charlotte e Jonah pagano la cauzione per rimettere in libertà Marty dopo l'aggressione all'automobilista. Wendy ammette che lo sfogo del marito può essere dovuto alla grande tensione in cui sono invischiati, affermando di capirlo se, una volta finita questa storia, deciderà di lasciarla. Mel ha identificato un uomo del cartello della droga messicano sulla scena della scomparsa di Ben, quindi chiede il permesso di Nathan prima di passare queste informazioni alle autorità. Nathan presenta un'istanza per ottenere la custodia di Charlotte e Jonah, i quali avevano dato il loro assenso alla proposta del nonno di seguirli lontano da Ozark. I Byrde si rivolgono a Schafer per far reintegrare Mel nei ranghi della polizia di Chicago, così da impedirgli di testimoniare contro di loro in tribunale, ma il senatore torna a chiedere loro il favore delle voting machine elettorali. Charles e Rachel spronano Ruth a mettere la faccia sull'operazione del casinò, facendo leva sulla sua nuova immagine di imprenditrice locale ripulita. La giudice Mayhew si mostra possibilista sul concedere la licenza a Ruth, avvertendola che la sua vita sarà messa sottosopra alla ricerca del minimo dettaglio in grado di bloccare il tutto. Intanto, la polizia arresta un sospettato per l'omicidio di Wyatt e Darlene. Si tratta di Thomas Wheeling, un lavorante nella fattoria di Darlene, sorpreso a vendere alcuni oggetti appartenuti alle vittime a un banco dei pegni.
Omar pretende di essere rimosso dalla lista SDN entro pochi giorni. Wendy si vede quindi costretta a chiedere un nuovo favore a Schafer, garantendogli che avrà il loro aiuto per le voting machine. Ottenuta la licenza, Ruth incontra Wheeling per chiedergli come mai ha rubato la chitarra di Wyatt, sentendosi rispondere che lo ha fatto per la droga. Ruth si rifiuta di aiutarlo, anche se sa benissimo che pagherà per un reato non commesso. Mel comunica a Maya che ha intenzione di accettare la proposta di tornare in polizia. Maya telefona ai Byrde, piccata per il loro comportamento e ammonendoli che un giorno dovranno rendere conto a qualcuno delle loro azioni. Mel non si presenta all'udienza in tribunale, ma il giudice Murray ha agli atti una relazione dettagliata sulla vita disordinata che stanno conducendo i figli dei Byrde, deliberando quindi che siano i ragazzi a prendere decisioni per loro stessi. Siccome Charlotte e Jonah vogliono andare con il nonno, Wendy implora il padre di non portarle via i figli. Nathan replica che, una volta scoperto che razza di persona è, i figli non vorranno mai più saperne nulla di lei.
- Guest star: Jordana Spiro (Rachel Garrison), Brad Carter (Sceriffo Ronnie Wycoff), Bruce Davison (Senatore Randall Schafer), Veronica Falcón (Camila Elizonndro), Darren Goldstein (Charles Wilkes), Richard Thomas (Nathan Davis), Rhoda Griffis (Giudice Mayhew), Jane McNeill (Annalise), Kevin L. Johnson (Sam Dermody), Mike Pniewski (Ricky DiCicco), Kraig Dane (Thomas Wheeling), Jeffrey Todd Fischer (sponsor), Deadra Moore (Giudice Murray).
- Oggetti mostrati in apertura di episodio: filo, tavolozza, vino, tenaglia.

## Fango
- Titolo originale: Mud
- Diretto da: Amanda Marsalis
- Scritto da: Miki Johnson, Mark Williams e Bill Dubuque

### Trama
Ruth compie una scalata ostile al Missouri Belle, forte della licenza appena ottenuta, diventandone l'azionista di maggioranza. Omar vuole che Marty si preoccupi di incrementare il riciclaggio perché, sentendosi prossimo all'uscita di galera, il boss vuole un quadro contabile pulito. La perdita del controllo del Missouri Belle rappresenta un problema, trattandosi del core business dei Byrde a Ozark. Wendy chiede di essere ricoverata nello stesso centro di salute mentale in cui andò Ben, ma la struttura non è in grado di accoglierla. L'umore della donna cambia repentinamente quando Jim la informa di essere riuscito ad agganciare una funzionaria della commissione elettorale. Forte di questa buona notizia, Wendy offre 2.000.000 $ a suo padre per riprendersi i figli, venendo però cacciata via. Rachel viene minacciata da Nelson del cartello Navarro di non ostacolare il riciclaggio nel casinò. Come ritorsione, Ruth dirotta i fondi in uscita dal casinò verso altre fonti, intimando a Marty di trovare altri modi per riciclare.
A questo punto Wendy propone al marito una mossa del cavallo: rivelare tutta la verità a Camila, facendo in modo che diventi lei la referente del cartello al cospetto dell'FBI. Camila accetta di assumere un ruolo defilato che le consentirà di guidare il cartello della droga più grande del mondo, non comparendo ufficialmente da nessuna parte e quindi mantenendosi al riparo dalle autorità. Camila chiede di poter incontrare un'ultima volta Omar, il quale le confessa di non aver ucciso Javi. Camila vuole sapere chi è il responsabile dell'omicidio di suo figlio, con Marty che finge di non esserne a conoscenza. Una conversazione con Padre Benitez dà a Wendy l'ispirazione per farsi ricoverare in clinica, minacciando l'operatore di andare a uccidere suo padre se non la accoglieranno. Marty resta perplesso di fronte a questa scelta della moglie, mancando solamente due giorni alla raccolta fondi della fondazione. Wendy gli spiega che la sua è una mossa disperata per convincere i figli a tornare da loro. Ruth si presenta dallo sceriffo per confessare che Javi del cartello Navarro è il vero assassino di Wyatt, Darlene e di Nix, aggiungendo che è stata lei a toglierlo di mezzo ed esortando la scarcerazione dell'innocente Thomas Wheeling. Uscita dalla centrale, Ruth allerta Rachel che Nelson sta arrivando da lei per ucciderla. Rachel prende il fucile e sale sul tetto di casa, sparando a Nelson non appena scende dalla macchina.
- Guest star: Jordana Spiro (Rachel Garrison), Bruno Bichir (Padre Benitez), Brad Carter (Sceriffo Ronnie Wycoff), Veronica Falcón (Camila Elizonndro), Richard Thomas (Nathan Davis), Nelson Bonilla (Nelson), Shravan Amin (John), Darryl Dillard (contractor), Aaron Gillespie (Kenny), Becca Potter (segretaria).
- Oggetti mostrati in apertura di episodio: pesce, camicia, caduceo, gocce.

## Una fine difficile
- Titolo originale: A Hard Way to Go
- Diretto da: Jason Bateman
- Scritto da: Chris Mundy

### Trama
Marty pretende che Ruth lo aiuti a riprendere i suoi figli, altrimenti dirà a Camila che è stata lei a uccidere Javi. Ruth fa visita a Wendy in clinica, garantendole che farà quanto chiestole da Marty in cambio della promessa solenne di non fare il suo nome a Camila. Dopo aver fatto bere Nathan e sentite le vere ragioni per le quali ha voluto portare via i figli a Wendy, Ruth lo costringe a ripetere le stesse parole davanti a Charlotte e Jonah. Un incontro al centro psichiatrico porta al tanto atteso chiarimento tra Wendy e i ragazzi, con la promessa che saranno liberi di andare per la loro strada se lo vorranno.
L'appena riunita famiglia Byrde ha un incidente automobilistico, poiché Marty è dovuto andare fuori strada per evitare un camion, fortunatamente senza conseguenze per nessuno. Arrivati a casa, trovano Padre Benitez che comunica la richiesta da parte di Omar di un incontro urgente, essendo venuto a sapere che Nelson è scomparso. Omar, che sospetta apertamente di Camila, chiede a Marty di andare in Messico a sistemare gli affari. Rachel ha i sensi di colpa per aver ucciso Nelson ed esorta Ruth ad andarsene, ma la ragazza non ha intenzione di lasciare Ozark, considerando anche che sta facendo abbattere il vecchio accampamento di roulotte dei Langmore per costruire la sua nuova casa. I Byrde, Ruth e Rachel presenziano al primo incontro tra Camila e l'FBI. Nathan e la compagna Annalise partono per il North Carolina senza i nipoti, ma in compenso portandosi dietro Sam che si è convertito alla loro fede evangelica. Wendy cede al padre la gestione del fondo per la ricerca di Ben, chiudendo definitivamente ogni legame con il genitore.
La raccolta fondi della fondazione Byrde ha luogo al Missouri Belle. Wendy annuncia a Shafer che le sue voting machine verranno rimosse in Michigan e Wisconsin, dato che non hanno più bisogno del suo aiuto per rimuovere Omar dalla lista SDN. Camila accusa Claire di essere coinvolta nella morte di suo figlio, essendosi ricordata che quella sera Javi le aveva detto di dover andare alla Shaw Medical a chiudere l'accordo. Camila è disposta a perdonare Claire, almeno fino a quando non diventerà la leader del cartello, da quel momento in poi non tollererà più bugie. Claire fa il nome di Ruth quale assassina di Javi, evitando di coinvolgere i Byrde. Camila decide di uccidere Ruth, minacciando i Byrde di non dire nulla alla loro amica, altrimenti farà sterminare la loro famiglia.  Nel frattempo, Omar viene trasferito fuori dal carcere e messo in libertà da un secondino corrotto. Allettato dalla promessa che troverà un aereo ad aspettarlo, Omar scopre che il secondino gli sta puntando contro la pistola e viene ucciso.
Ruth torna a casa e trova ad aspettarla Camila che le spara al petto. Rincasati dalla festa, i Byrde sono accolti da Mel che mostra loro la biscottiera a forma di ariete in cui Ruth aveva messo le ceneri di Ben, comunicando l'intenzione di usarle come prova contro di loro. Charlotte e Jonah accorrono all'esterno, con quest'ultimo che punta a Mel un fucile. Con lo schermo completamente nero, si sente un colpo di fucile.
- Guest star: Jordana Spiro (Rachel Garrison), Christopher James Baker (Boyd Langmore), Bruno Bichir (Padre Benitez), Bruce Davison (Senatore Randall Schafer), Veronica Falcón (Camila Elizonndro), Katrina Lenk (Claire Shaw), Trevor Long (Cade Langmore), Marc Menchaca (Russ Langmore), Glenn Morshower (assistente esecutivo del direttore Graves), Richard Thomas (Nathan Davis), Carson Holmes (Three Langmore), Kevin L. Johnson (Sam Dermody), Jane McNeill (Annalise), Lindsay Ayliffe (Harry), Jennifer Chung (inserviente della clinica psichiatrica), J. Elliott (guardia di sicurezza dell'ospedale), Tess Malis Kincaid (Agente Speciale Hannah Clay), Leah Lackey (Cheryl), Josh McCormack (MC Josh), Heath Neptune (Agente Bradley), Rick Perez (Agente Silva).
- Oggetti mostrati in apertura di episodio: fogli, contenitore, fiocco, barbecue